# Aeroportul Diamantino
Aeroportul Diamantino (IATA: DMT, ICAO: SWDM) este un aeroport din Diamantino, Mato Grosso, Brazilia ce deservește zona Diamantino. Aeroportul a fost tranzitat în 2014 de 0 pasageri. A fost numit după zona deservită.
Situat la o altitudine de 450 m, aeroportul dispune de 1 pistă.

## Infrastructură

### Piste
Aeroportul dispune de o singură pistă. Pista 15/33 are suprafața de asfalt și dimensiunile 1.480 m × 18 m. 